# Дубровка (Брусиловский район)
Дубровка (укр. Дубрівка, до 2018 года — Дибровка укр. Дібрівка) — село на Украине, находится в Брусиловском районе Житомирской области.
Код КОАТУУ — 1820988003. Население по переписи 2001 года составляет 122 человека. Почтовый индекс — 12614. Телефонный код — 4162. Занимает площадь 8,05 км².

## Адрес местного совета
12614, Житомирская область, Брусиловский р-н, с.Ястребенька, ул.Ленина, 24